# Miss Mundo
Miss Mundo (no original: Miss World) é o mais antigo concurso internacional de beleza, criado em 1951 no Reino Unido pelo britânico Eric Morley. Assim como os seus principais concorrentes, Miss Universo e Miss Internacional, é um dos mais populares concursos de beleza do mundo. Sediado em Londres, onde as vencedoras passam temporadas durante o ano de seus reinados, o concurso atualmente é dirigido por Julia Morley, viúva de Eric. 
Televisionado globalmente para milhões de espectadores a cada edição - começou a ser transmitido em 1959 pela BBC - e dedicado a promover a paz e as diferenças e interações culturais, desde sua criação o concurso é responsável por levantar mais de 250 milhões de libras esterlinas para caridade infantil. A marca é franqueada a mais de 130 países, em muitos dos quais há concursos nacionais exclusivos para a escolha da representante ao concurso global. A atual Miss Mundo, eleita em março de 2024, é Krystyna Pyszková, da República Tcheca.  

## História

### Primórdios
O concurso foi inicialmente criado como Festival Bikini Contest, um concurso de beleza feminino de biquínis, em homenagem a peça de vestuário que se tornava famosa na época, mas já em sua primeira edição passou a ser chamado pela mídia britânica de "Miss World". A primeira vencedora, Kiki Hakansson, da Suécia, foi a primeira e única até hoje a ser coroada de biquíni. Inicialmente previsto para ter apenas uma edição, seu criador, Eric Morley, ao ouvir falar na criação do Miss Universo nos Estados Unidos, decidiu transformar o concurso em um evento anual.
A oposição ao uso de biquínis pela conservadora sociedade da época - o biquíni ainda era uma novidade - levou a que nos anos seguintes o vestuário fosse trocado por outro mais comportado e menos exposto. Em 1959, a BBC começou a transmitir o concurso o que aumentou sua popularidade, fazendo que nas duas décadas seguintes, ele fosse o programa anual de maior audiência na TV britânica, chegando a ter cerca de 30 milhões de espectadores no país, no seu auge.
Em 1972 a competição lançou o lema "Beauty With a Purpose" (Beleza com um propósito) adicionando testes de inteligência e personalidade para as candidatas de cada edição. Entretanto, o concurso começou a ser visto como ultrapassado e politicamente incorreto em sua própria terra natal, perdendo público e com seus direitos sendo comprados por outra empresa. Apesar do apelo global, ele não foi mais transmitido por nenhuma grande rede de TV britânica, até 1998, quando o Channel 5 retomou as transmissões internacionais.

### Século XXI
Na virada do século, o criador e fundador Eric Mosley falece, e sua esposa, Julia, o sucede na direção do Miss World Organization". O novo século viu a eleição da primeira miss negra africana, Agbani Darego, da Nigéria, em 2001 e a criação de um "You Decide", permitindo aos telespectadores votarem em suas candidatas, além dos jurados, através do telefone e do computador.
No ano de 2002, o concurso passou por sua maior crise política, ao escolher a cidade de Abuja, na Nigéria, país da Miss Mundo eleita no ano anterior, como sede da final da competição. Na época, uma mulher nigeriana, Amina Lawal, que foi condenada a morte por apedrejamento, aguardava sua execução pelo crime de adultério. Além disso, uma série de protestos de muçulmanos nigerianos com relação a presença deste tipo de concurso no país, ridicularizados por um artigo de jornal que dizia que "não só o profeta Maomé aprovaria o Miss Mundo na Nigéria mas certamente gostaria de casar-se com uma das candidatas" levou a distúrbios que custaram mais de 200 mortes na Nigéria.
Os organizadores receberam enormes críticas por não mudarem de sede. Morley e a direção do Miss World Organization, porém, escolheram manter a cidade como final do evento, pretendendo que isto trouxesse atenção global para a questão e agisse pelo perdão à Lawal. No entanto, o concurso por questões de segurança fora transferido de última hora para Londres.

### Televisão

#### Reino Unido
As primeiras transmissões televisivas do Miss Mundo ficaram a cargo da BBC. A rede pública britânica exibiu o evento de 1959 a 1969. De 1970 a 1979, foi a vez da ITV exibí-lo. Entre 1980 e 1989, a geração das imagens do concurso para os britânicos ficou com a Thames Television. Nos últimos anos, o Miss Mundo não foi transmitido por nenhuma das grandes redes locais. Em 2006, a transmissão ficou por conta do canal fechado Challenge Scoop. Antes, a transmissão era feita pela ITV e pela Sky Travel (tv a cabo).

#### Brasil
Na televisão brasileira, o Miss Mundo só começou a ter importância depois que Silvio Santos comprou seus direitos em 1983. Estimulado pelos altos índices de audiência do Miss Brasil (naquela época que era só válido para o  Miss Universo), o dono do SBT decidiu criar um evento exclusivo para a eleição da candidata do país ao Miss Mundo. A primeira vencedora dessa nova fase nacional foi a carioca Cátia Pedrosa. O Miss Mundo Brasil pelo SBT deixou de ser realizado em 1987.
Antes do SBT criar o concurso, as representantes do país no Miss Mundo eram as segundas ou terceiras colocadas do concurso Miss Brasil entre 1958 e 1980. Nesse período, o concurso nacional (que também coroava representantes para o Miss Universo e Miss Beleza Internacional) era promovido pelos Diários Associados e transmitido pela TV Tupi, já extinta. Esse procedimento foi retomado em 1998, quando o concurso nacional ainda era organizado pela Singa Brasil.
No entanto, as coroações televisionadas das Misses Brasil Mundo dentro da programação do Miss Brasil só seriam retomadas em nível nacional em 2002, na RedeTV!. O expediente durou até 2005, quando o Miss Brasil já estava sendo exibida pela Band. Em 2006, a CNT transmitiu a primeira eleição de uma Miss Brasil Mundo realizada depois de cinco anos. A mesma emissora (à época sob a gestão da TVJB, já extinta) chegou a comprar em junho de 2007 os direitos televisivos de ambos os eventos. Com a crise provocada pelo fechamento da TVJB, em setembro, a Rede Brasil assumiu a transmissão da etapa nacional, mas não chegou a fazê-la em relação à disputa internacional. Em 2008 e 2010 o concurso foi transmitido pela TV Climatempo, e em 2009 pela CNT. Desde 2011, o Miss Mundo Brasil e o Miss Mundo vem sendo transmitidos ao vivo pela internet, pelo portal UOL. A TV Pampa, filiada da Rede TV no Rio Grande do Sul, transmitiu o Miss Mundo Brasil em 2010, 2011 e 2012, ano em que co-produziu o evento. Em 2016, a Rede Brasil, depois de 9 anos sem transmitir, transmitiu o Miss Brasil Mundo (com cerimônia co-organizada pela emissora) e o Miss Mundo.

## Vencedoras
Abaixo encontram-se apenas as cinco últimas vencedoras do certame:
| Ano  | País             | Vencedora          | Cidade Natal | R      | Local da Final | Nº  |
| 2017 | Índia            | Manushi Chhillar   | Haryana      | [ 7 ]  | Sanya          | 118 |
| 2018 | México           | Vanessa Ponce      | Guanajuato   | [ 8 ]  | Sanya          | 118 |
| 2019 | Jamaica          | Toni-Ann Singh     | Morant Bay   | [ 9 ]  | Londres        | 111 |
| 2021 | Polônia          | Karolina Bielawska | Łódź         | [ 10 ] | San Juan       | 97  |
| 2023 | República Tcheca | Krystyna Pyszková  | Třinec       | [ 11 ] | Navi Mumbai    | 112 |
| 2025 | Tailândia        | Suchata Chuangsri  | Phuket       |        | Hyderabad      | 108 |

### Galeria das Vencedoras mais recentes

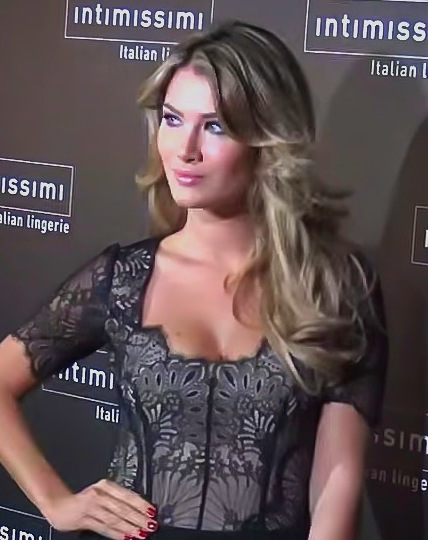
Miss Mundo 2015, Mireia Lalaguna, Espanha.
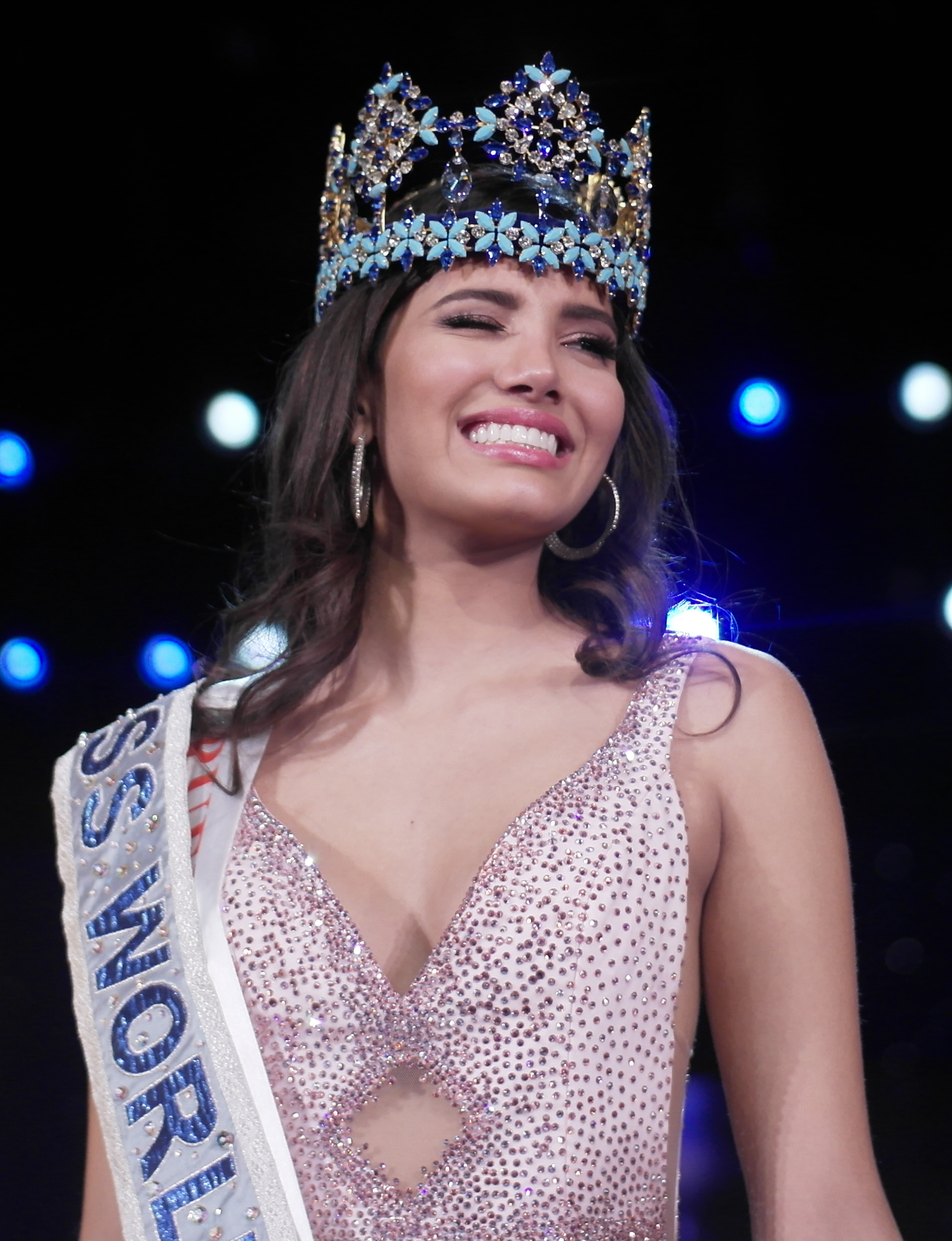
Miss Mundo 2016, Stephanie del Valle, Porto Rico.
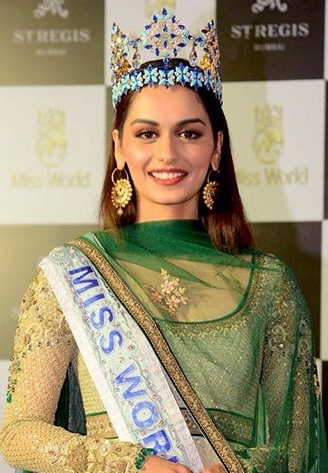
Miss Mundo 2017, Manushi Chhillar, Índia.
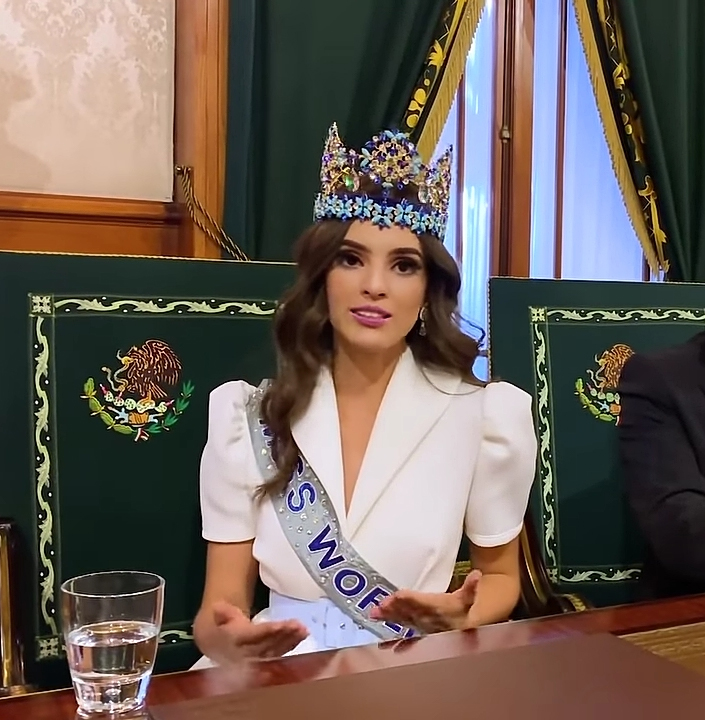
Miss Mundo 2018, Vanessa Ponce, México.
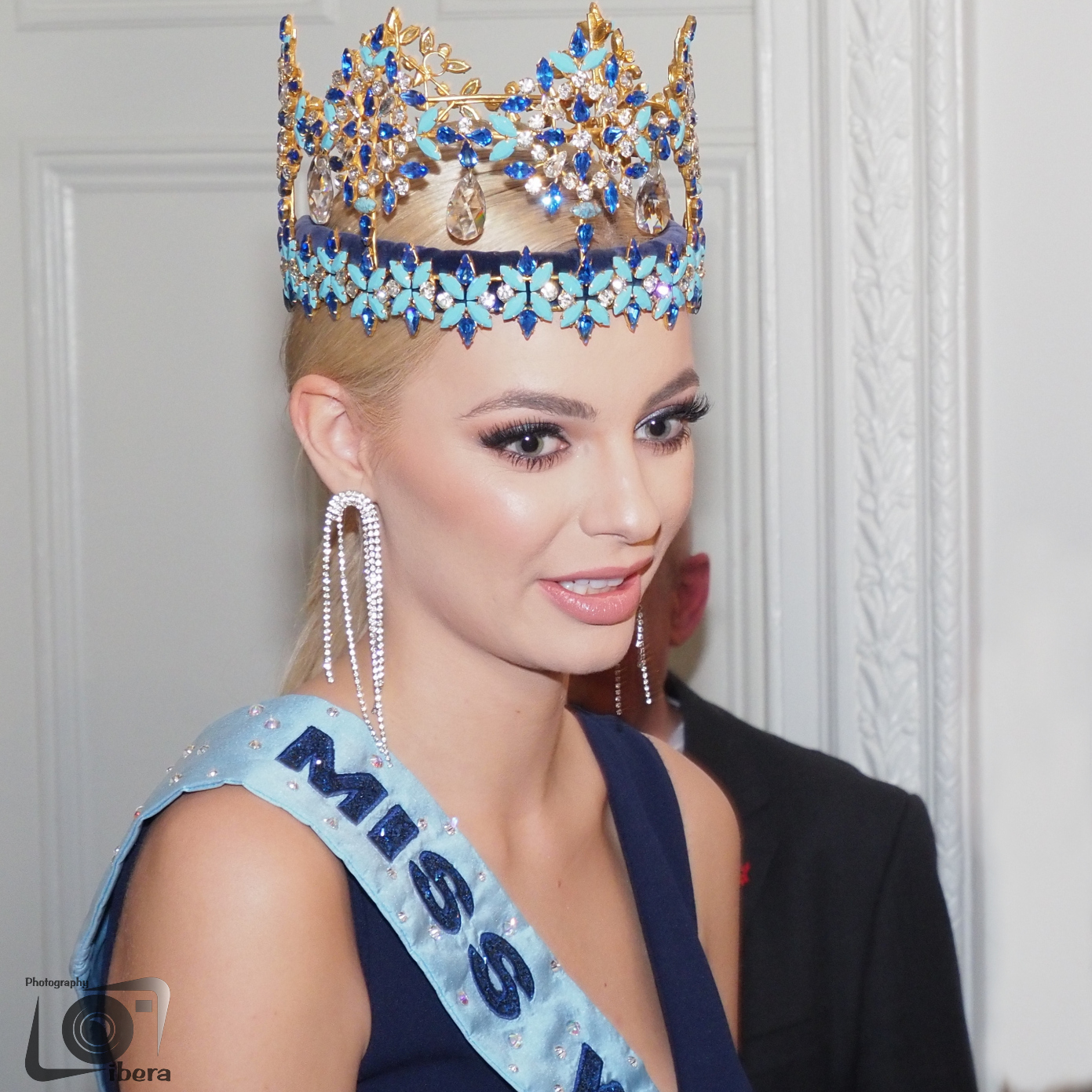
Miss Mundo 2021, Karolina Bielawska, Polônia.

### Conquistas por país

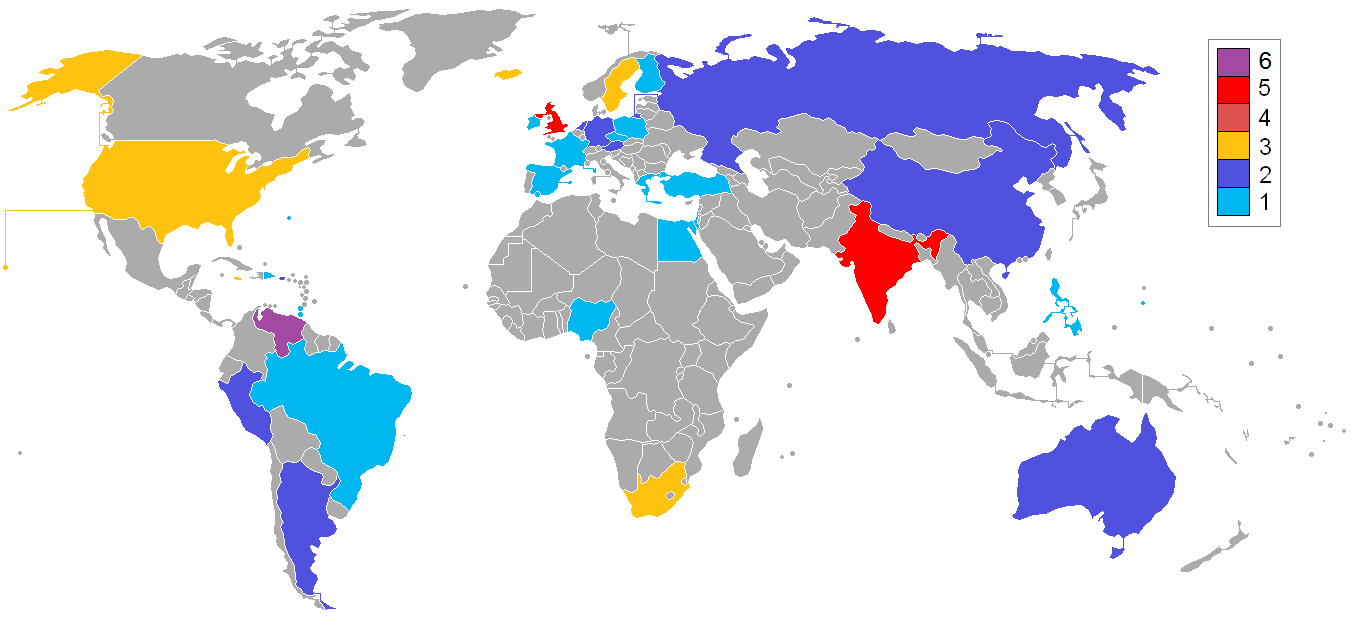
No Mapa-múndi acima estão representados em cores diferentes as quantidades de vitórias de cada país até hoje no certame.

Apenas 36 países já conseguiram o feito:

## Rainhas Continentais
Desde 1981 a organização do concurso premia as melhores candidatas por continente. A lista completa encontra-se abaixo:
| País                 | Títulos | Vitórias                           |
| Índia                | 6       | 1966, 1994, 1997, 1999, 2000, 2017 |
| Venezuela            | 6       | 1955, 1981, 1984, 1991, 1995, 2011 |
| Jamaica              | 4       | 1963, 1976, 1993, 2019             |
| Reino Unido          | 4       | 1961, 1964, 1965, 1983             |
| África do Sul        | 3       | 1958, 1974, 2014                   |
| Estados Unidos       | 3       | 1973, 1990, 2010                   |
| Islândia             | 3       | 1985, 1988, 2005                   |
| Suécia               | 3       | 1951, 1952, 1977                   |
| República Checa      | 2       | 2006 2023                          |
| Polônia              | 2       | 1989, 2021                         |
| Porto Rico           | 2       | 1975, 2016                         |
| China                | 2       | 2007, 2012                         |
| Rússia               | 2       | 1992, 2008                         |
| Peru                 | 2       | 1967, 2004                         |
| Áustria              | 2       | 1969, 1987                         |
| Argentina            | 2       | 1960, 1978                         |
| Austrália            | 2       | 1968, 1972                         |
| Países Baixos        | 2       | 1959, 1962                         |
| Tailândia            | 1       | 2025                               |
| México               | 1       | 2018                               |
| Espanha              | 1       | 2015                               |
| Filipinas            | 1       | 2013                               |
| Gibraltar            | 1       | 2009                               |
| Irlanda              | 1       | 2003                               |
| Turquia              | 1       | 2002                               |
| Nigéria              | 1       | 2001                               |
| Israel               | 1       | 1998                               |
| Grécia               | 1       | 1996                               |
| Trindade e Tobago    | 1       | 1986                               |
| República Dominicana | 1       | 1982                               |
| Guão                 | 1       | 1980                               |
| Bermudas             | 1       | 1979                               |
| Brasil               | 1       | 1971                               |
| Granada              | 1       | 1970                               |
| Finlândia            | 1       | 1957                               |
| Alemanha             | 1       | 1956                               |
| Egito                | 1       | 1954                               |
| França               | 1953    |                                    |

| Ano  | África          | Américas       | Ásia          | Caribe                      | Europa             | Oceania                        |
| ---- | --------------- | -------------- | ------------- | --------------------------- | ------------------ | ------------------------------ |
| 1981 | Zimbabue        | Venezuela      | Japão         | O título não existia ainda. | Reino Unido        | Austrália                      |
| 1982 | Zimbabue        | R. Dominicana  | Filipinas     | O título não existia ainda. | Finlândia          | Austrália                      |
| 1983 | Libéria         | Colômbia       | Israel        | O título não existia ainda. | Reino Unido        | Austrália                      |
| 1984 | Quênia          | Venezuela      | Israel        | O título não existia ainda. | Reino Unido        | Austrália                      |
| 1985 | Zaire           | Estados Unidos | Israel        | O título não existia ainda. | Islândia           | Nova Zelândia                  |
| 1986 | Suazilândia     | Tri. & Tobago  | Filipinas     | O título não existia ainda. | Dinamarca          | Nova Zelândia                  |
| 1987 | Nigéria         | Venezuela      | Hong Kong     | O título não existia ainda. | Áustria            | Guão                           |
| 1988 | Quênia          | Venezuela      | Coreia do Sul | O título não existia ainda. | Islândia           | Austrália                      |
| 1989 | Ilhas Maurício  | Canadá         | Tailândia     | Ilhas Virgens               | Polônia            | Austrália                      |
| 1990 | Quênia          | Estados Unidos | Nova Zelândia | Jamaica                     | Irlanda            | Premiação conjunta com a Ásia. |
| 1991 | África do Sul   | Venezuela      | Austrália     | Jamaica                     | França             | Premiação conjunta com a Ásia. |
| 1992 | África do Sul   | Venezuela      | Tailândia     | Bahamas                     | Rússia             | Premiação conjunta com a Ásia. |
| 1993 | África do Sul   | Venezuela      | Filipinas     | Jamaica                     | Croácia            | Premiação conjunta com a Ásia. |
| 1994 | África do Sul   | Venezuela      | Índia         | Ilhas Cayman                | Croácia            | Premiação conjunta com a Ásia. |
| 1995 | África do Sul   | Venezuela      | Coreia do Sul | Tri. & Tobago               | Croácia            | Premiação conjunta com a Ásia. |
| 1996 | África do Sul   | Colômbia       | Índia         | Aruba                       | Grécia             | Premiação conjunta com a Ásia. |
| 1997 | África do Sul   | Estados Unidos | Índia         | Jamaica                     | Turquia            | Premiação conjunta com a Ásia. |
| 1998 | África do Sul   | Chile          | Malásia       | Jamaica                     | Israel             | Premiação conjunta com a Ásia. |
| 1999 | África do Sul   | Venezuela      | Índia         | Jamaica                     | Israel             | Premiação conjunta com a Ásia. |
| 2000 | Quênia          | Uruguai        | Índia         | Curaçao                     | Itália             | Premiação conjunta com a Ásia. |
| 2001 | Nigéria         | Nicarágua      | China         | Aruba                       | Escócia            | Premiação conjunta com a Ásia. |
| 2002 | Nigéria         | Colômbia       | China         | Aruba                       | Turquia            | Premiação conjunta com a Ásia. |
| 2003 | Etiópia         | Canadá         | China         | Jamaica                     | Irlanda            | Premiação conjunta com a Ásia. |
| 2004 | Nigéria         | Peru           | Filipinas     | R. Dominicana               | Polônia            | Premiação conjunta com a Ásia. |
| 2005 | Tanzânia        | México         | Coreia do Sul | Porto Rico                  | Islândia & Itália  | Premiação conjunta com a Ásia. |
| 2006 | Angola          | Brasil         | Austrália     | Jamaica                     | R. Checa & Romênia | Premiação conjunta com a Ásia. |
| 2007 | Angola          | México         | China         | Tri. & Tobago               | Suécia             | Premiação conjunta com a Ásia. |
| 2008 | Angola          | Venezuela      | Índia         | Tri. & Tobago               | Rússia             | Premiação conjunta com a Ásia. |
| 2009 | África do Sul   | México         | Coreia do Sul | Barbados                    | Gibraltar          | Premiação conjunta com a Ásia. |
| 2010 | Botsuana        | Estados Unidos | China         | Santa Lúcia                 | Irlanda            | Premiação conjunta com a Ásia. |
| 2011 | África do Sul   | Venezuela      | Filipinas     | Porto Rico                  | Inglaterra         | Premiação conjunta com a Ásia. |
| 2012 | Sudão do Sul    | Brasil         | China         | Jamaica                     | País de Gales      | Premiação conjunta com a Ásia. |
| 2013 | Gana            | Brasil         | Filipinas     | Jamaica                     | França             | Austrália                      |
| 2014 | África do Sul   | Estados Unidos | Índia         | Guiana                      | Hungria            | Austrália                      |
| 2015 | África do Sul   | Brasil         | Indonésia     | Jamaica                     | Espanha            | Austrália                      |
| 2016 | Quênia          | Estados Unidos | Indonésia     | R. Dominicana               | Bélgica            | Austrália                      |
| 2017 | Quênia          | México         | Coreia do Sul | Jamaica                     | Inglaterra         | Nova Zelândia                  |
| 2018 | Uganda          | Panamá         | Tailândia     | Jamaica                     | Bielorrússia       | Nova Zelândia                  |
| 2019 | Nigéria         | Brasil         | Índia         | Tri. & Tobago               | França             | Ilhas Cook                     |
| 2021 | Costa do Marfim | Estados Unidos | Indonésia     | R. Dominicana               | Irlanda do Norte   | Premiação conjunta com a Ásia. |
| 2023 | Botswana        | Brasil         | Líbano        | Trinidade e Tobago          | Inglaterra         | Austrália                      |
| 2025 | Etiópia         | Brasil         | Filipinas     | Martinica                   | Polônia            | Austrália                      |

### Observação
Em 2005 e em 2006 o título de "Rainha da Europa" foi desmembrado em "Europa do Norte" e "Europa do Sul".

### Líderes de títulos por continente
Os três países que mais detém premiações continentais em suas respectivas regiões:
| Rank | África             | Américas       | Ásia          | Caribe                | Europa     | Oceania           |
| ---- | ------------------ | -------------- | ------------- | --------------------- | ---------- | ----------------- |
| 1    | África do Sul - 13 | Venezuela - 12 | Índia - 8     | Jamaica - 13          | Israel - 5 | Austrália - 14    |
| 2    | Quênia - 6         | · - 7          | Filipinas - 7 | Trindade e Tobago - 6 | · - 3      | Nova Zelândia - 5 |
| 3    | Nigéria - 5        | México - 4     | China - 6     | R. Dominicana - 4     | · - 2      | · - 1             |